# Parque Sarmiento (Buenos Aires)

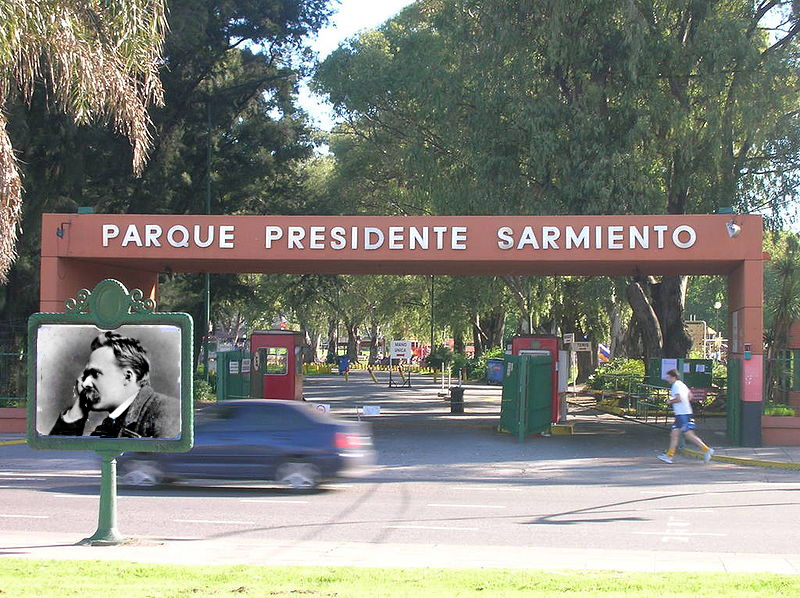
PARQUE PRESIDENTE SARMIENTO

Parque Presidente Sarmiento es un tradicional parque ubicado en la Avenida Dr. Ricardo Balbín 4750 del barrio de Saavedra en la ciudad de Buenos Aires en Argentina. El parque posee 70 hectáreas.
Fue inaugurado el 20 de septiembre de 1981 y su construcción representó un costo de 25 millones de dólares. Llegó a recibir 2 millones de visitantes al año.
Existen tres entradas al parque, la principal está sobre la Avenida Dr. Ricardo Balbín, pero las hay también sobre la Avenida Triunvirato y la calle Andonaegui. Hay además un acceso peatonal sobre la Avenida General Paz.
Las actividades que ofrece son clases de fútbol, tenis, atletismo, piletas y también tiene pistas de ciclismo, espacios para pasear y parte de juegos para niños.

## Parque
El Parque Sarmiento da el nombre a un barrio "no oficial" de Buenos Aires denominado Barrio Sarmiento, que es un conjunto de casas dentro del Barrio de "Saavedra", que llevan dicho nombre por la cercanía de las mismas al Parque, estando este barrio justo detrás del Parque, si se toma como referencia la entrada principal de este.

## Historia
El parque debe su nombre al político, pedagogo, escritor, estadista y militar argentino llamado Domingo Faustino Sarmiento (1811-1888), quien llegó a ser presidente de Argentina.
Originalmente el centro tenía como propósito albergar a los animales del Zoológico de Buenos Aires y se lo llamó Sarmiento por ser Domingo Sarmiento el fundador de dicho zoológico. Nunca llegó a cumplir dicho propósito.
Durante la última dictadura militar que gobernó la Argentina, el Intendente Osvaldo Cacciatore impulsó la construcción de un polideportivo en Parque Sarmiento, inaugurándolo con presencia del Presidente en ese momento, Roberto Viola, en 1981 y concesionándolo primero a la Cooperadora de Acción Social (COAS), organismo famoso por desarrollar la conocida Feria de la Naciones. La administración del Parque ha sido alternada desde entonces entre el gobierno y firmas privadas, variando sensiblemente el precio general de la entrada al parque dependiendo de sí estaba bajo la administración del estado o una empresa concesionaria.
Durante el gobierno del Dr. Fernando de la Rúa en el verano del año 2001 se desarrolló un programa de recitales gratuitos llamado "Verano Buenos Aires", y se utilizó el Parque Sarmiento para numerosos recitales de este ciclo, en los que concurrieron solistas y grupos de todo el mundo (mayormente de Argentina y Brasil).
Algunos de los solistas y grupos que tocaron por esa época fueron: Pantera, Megadeth, Soulfly, Green Day, NOFX, Gal Costa, Olodum, Los Pericos, Los Piojos, La Renga, Los Redondos, Rata Blanca, Almafuerte, Divididos, Horcas, A.N.I.M.A.L., Los Fabulosos Cadillacs y Mercedes Sosa.
Fue sede de los Juegos Olímpicos de la Juventud Buenos Aires 2018

## Instalaciones
El parque posee amplias instalaciones, existen en el mismo 2 piscinas olímpicas, una cubierta y la otra al aire libre, una piscina para saltos ornamentales con trampolines y plataformas además de dos piscinas recreativas. Posee una cancha de básquet cubierta, varias canchas de tenis, un velódromo, juegos infantiles, amplios espacios de estacionamiento y varios bares diseminados por el parque.

### Facilidades
- 11 canchas de fútbol.
- 2 canchas de pelota paleta.
- 2 Sectores de juegos para niños.
- 3 Piscinas.
- 4 canchas de fútbol reducido.
- 4 canchas de balonmano.
- 12 canchas de tenis (cemento).
- 1 Cancha de beach vóley.
- 1 Cancha de Softbol.
- 1 Pista de atletismo.
- 1 Pista de patín roller.
- 1 Pista de BMX freestyle
- Sector de parrillas.

### Actividades desarrolladas en el parque
- Escuela Atletismo. Edades: Niños/ Niñas/ Adolescentes.
- Escuela Hockey. Edades: Niños/ Niñas/ Adolescentes.
- Escuela Tenis. Edades: Niños/ Niñas/ Adolescentes.
- Gimnasia. Edades: Adultos.
- Gimnasia. Edades: Adultos mayores.
- Escuela Atletismo. Edades: Personas con necesidades especiales.
- Líderes Deportivos. Edades: Adolescentes.

## Estado del parque en los últimos años
Aunque sufrió varios cambios en su estructura y varios gimnasios fueron demolidos, lo mismo sucedió con la pileta (o piscina) cubierta. A 2016 el acceso al polideportivo no es de carácter gratuito. Los caminos internos del parque se encuentran desnivelados. El baño para personas con discapacidad es utilizado como depósito algunos juegos tienen elementos faltantes, no cuenta con planos de evacuación, ni tampoco con señalética. Los santitarios tienen carencia de elementos de grifería, asientos, tapas de cierre y botones en los inodoros -todos hurtados o vandalizados por los visitantes-. Los solados en los espacios destinados a la práctica deportiva exhiben rajaduras, desniveles y en algunos casos carencia o desgaste de los materiales componentes.

## Comunicación y acceso al parque
El parque está muy bien comunicado por encontrarse muy cerca de la Avenida General Paz además pasan por el parque las líneas de colectivos: 21, 28, 29, 41, 67, 71, 93, 110 y 117.
Además se puede acceder con el coche al parque a través de una entrada secundaria en la Avenida Triunvirato, facilitando su aparcamiento.